# Zastron
Zastron este un oraș din Provincia Free State, Africa de Sud.